# Зорі спектрального класу B

Відносний розмір зірок класу B з іншими зірками головної послідовності

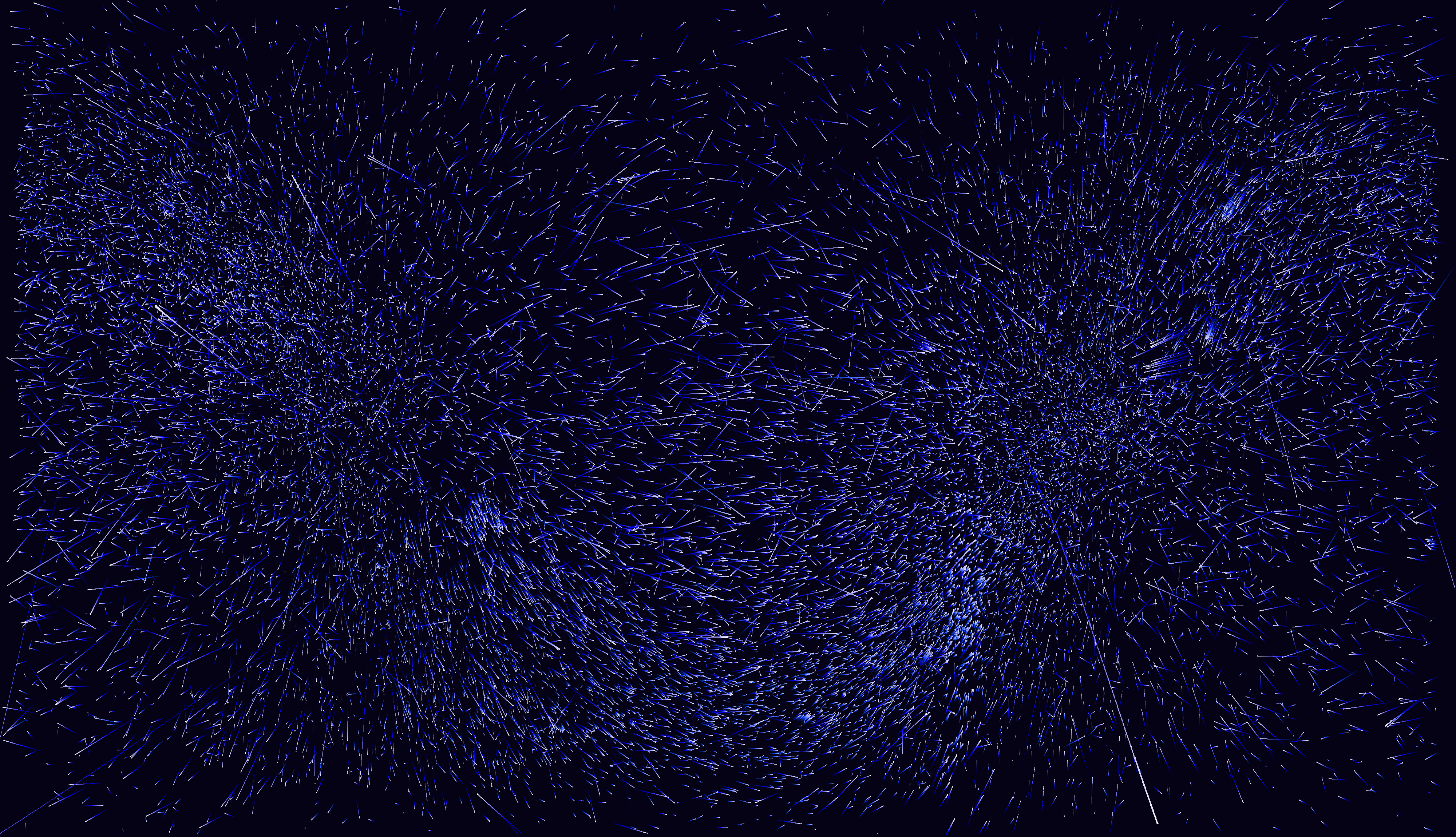
Власні рухи зір спектрального класу B та A навколо апексу (ліворуч) та антиапексу (праворуч) за -/+ 200 000 років

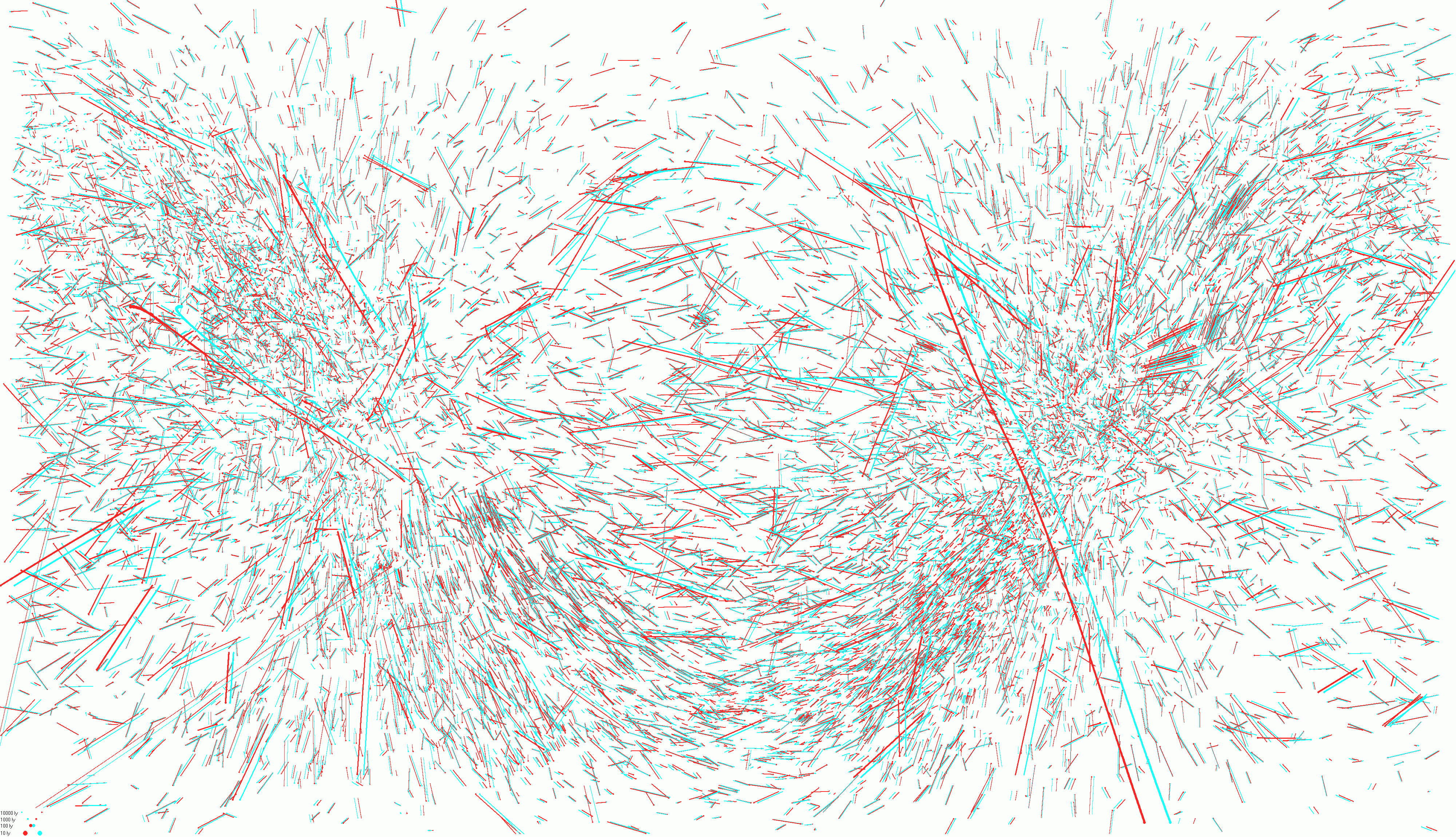
3-вимірне зображення (для червоно-зелених чи червоно-синіх окулярів) власного руху зір

Зо́рі спектра́льного кла́су B є голубими зорями досить великої яскравості. Їхні спектри містять лінії нейтрального гелію, які досягають максимуму своєї інтенсивності в районі підкласу B2. В їхніх спектрах також присутні лінії водню, які сягають середньої інтенсивності (у порівнянні з класом А), лінії іонізованих металів, включаючи Mg II та Si II.

## Зорі головної послідовності класу B
Зорі головної послідовності спектрального класу BV спалюють у своїх надрах водень й мають клас світності V. Маса цих зір загалом сягає 2–16 мас Сонця, а ефективні температури становлять 10000–30000 K.
Всередньому, одна з 800 зір головної послідовності в околі Сонця належить до спектрального класу B.

### Фізичні параметри зірГоловної Послідовностікласу B
В таблиці подано усереднені значення параметрів. Загалом, відповідні параметри окремо вибраної зорі даного спектрального класу можуть відрізнятися від поданих нижче.
| Клас | B-V   | V-R   | b-y   | MV   | BC    | Teff, °K | R/RΟ | log g | M/MΟ | Vsin(i), км/сек. |
| ---- | ----- | ----- | ----- | ---- | ----- | -------- | ---- | ----- | ---- | ---------------- |
| B0   | -0.29 | -0.13 | -     | -3.3 | -3.34 | 31000    | 7.2  | 4.0   | 17.0 | 289              |
| B1   | -0.26 | -0.11 | -     | -2.9 | -2.60 | 24100    | 5.3  | 4.1   | 10.7 | 287              |
| B2   | -0.24 | -0.10 | -0.09 | -2.5 | -2.20 | 21080    | 4.7  | 4.1   | 8.3  | 284              |
| B3   | -0.21 | -0.08 | -0.08 | -2.0 | -1.69 | 18000    | 3.5  | 4.2   | 6.3  | 281              |
| B4   | -0.18 | -0.07 | -0.08 | -1.5 | -1.29 | 15870    | 3.0  | 4.2   | 5.0  | 278              |
| B5   | -0.16 | -0.06 | -0.07 | -1.1 | -1.08 | 14720    | 2.9  | 4.2   | 4.3  | 275              |
| B8   | -0.10 | -0.02 | -0.04 | 0.0  | -0.60 | 11950    | 2.3  | 4.3   | 3.0  | 264              |

## Представники
Наприклад: Спіка B, найяскравіші зорі Плеяд, VV Цефей B, Алголь A, гіпершвидкісна зоря HE 0437-5439.

### Хімічно пекулярні зорікласу B
Приклади: HD236471 (B5), Альферац (B8), Майя, HD315 (B9)

## OB асоціації
Загалом O та B зорі є досить масивними об'єктами з потужним випромінюванням світла (енергії) в навколишній простір, тому час їхнього перебування (життя) на головній послідовності є порівняно коротким (порівнюючи з Сонцем). За цей час вони не встигають переміститися далеко від областей свого народження за рахунок власного руху. Відповідно, ці зорі показують тенденцію групуватися разом у просторі й утворюють так звані OB асоціації, які пов'язані з  гігантськими молекулярними хмарами міжзоряного газу. Наприклад, OB1 асоціація в Оріоні займає значну частину спірального рукава нашої галактики й містить багато  яскравих зір видимих в сузір'ї Оріона.

## Субгігантиспектрального класу B
Приклади: Спіка А, Беллатрикс

## Гігантиспектрального класу B

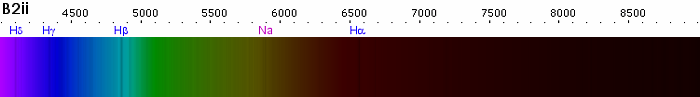
Спектр зорі спектрального класу B2 II

Приклади: 20 Тельця

## Надгігантиспектрального класу B
Приклади:

### Яскравінадгігантиспектрального класу B
Приклади: Рігель